# Джонни Аполлон
«Джонни Аполлон» (англ. Johnny Apollo) — криминальная нуаровая драма режиссёра Генри Хэтэуэя, которая вышла на экраны в 1940 году.
Фильм рассказывает о студенте престижного университета (Тайрон Пауэр), который вынужден бросить учёбу и вступить в банду гангстеров, чтобы добыть деньги для выкупа из тюремного заключения своего отца, влиятельного брокера, осуждённого за растрату (Эдвард Арнольд).
Некоторые критики относят этот фильм к числу первых фильмов нуар наряду с такими картинами, как «Незнакомец на третьем этаже» (1940), «Письмо» (1940), «Они ехали ночью» (1940), «Мальтийский сокол» (1941) и «Ночной кошмар» (1941).

## Сюжет
После краха на Нью-Йоркской бирже брокерская контора Роберта Кейна (Эдвард Арнольд) признаётся неплатежеспособной. Сам Кейн, крупный и влиятельный бизнесмен, находясь в своём шикарном особняке на Лонг-Айленде, стоически воспринимает эту новость. В разговоре со своим адвокатом Джимом Маклафлином (Лайонел Этвилл) он констатирует, что остался должен своим клиентам огромные деньги. При выходе на улицу Кейна арестовывает полиция по обвинению в растрате средств. По просьбе Кейна Маклафлин приезжает на университетские соревнования по академической гребле, где сообщает его сыну, Бобу Кейну-младшему (Тайрон Пауэр), студенту старшего курса престижного колледжа, новость об аресте отца. Вскоре Кейн-младший приезжает домой для разговора с отцом, который был выпущен под залог. Отец объясняет сыну, что стал жертвой безжалостного рынка, где действует правило: «если не съел ты, то съедят тебя». В бизнесе приходилось рисковать, и он проиграл. Сын говорит, что бросил колледж, где все вроде бы относятся к нему так, как будто ничего не произошло, однако, он чувствует, что всё уже не будет для него как прежде. Он возмущён действиями отца, называя его мошенником, после чего Кейн-старший проклинает сына и выгоняет его из дома. Во время судебного слушания судья признаёт Кейна-старшего виновным в растрате и по закону приговаривает его к пяти годам тюрьмы, хотя и выражает своё мнение, что бизнесмен и не заслуживает столь сурового наказания. Вслед за Кейном судья выносит приговор известному гангстеру Микки Дуайеру (Ллойд Нолан), у которого большой список обвинений в тяжких преступлениях, однако, как предполагает судья, адвокатам гангстера удалось успешно поработать с присяжными, и в итоге они поставили под сомнение практически все обвинения. В итоге судья вынужден снять большинство из них, и с учётом оставшихся, приговаривает Дуайера к максимально возможному по закону сроку — два года.
Кейн-младший говорит Маклафлину, что, так как у него нет средств на продолжение учёбы, он пойдёт работать. Однако когда он обращается по поводу работы в офис одного из старых знакомых и деловых партнёров своего отца, тот избегает встречи с молодым парнем, боясь быть скомпрометированным связью с сыном преступника. Когда же Кейн-младший под вымышленным именем всё-таки устраивается в один из офисов, его шеф, узнав, что сын отказался от фамилии отца, которого он очень уважает, увольняет парня. Когда Кейн-младший узнаёт, что гангстера Дуайера уже выпустили из тюрьмы, он обращается к Маклафлину с просьбой добиться досрочного освобождения для отца. Однако адвокат отвечает, что по закону это невозможно, а можно лишь с помощью подкупа, но его деловая этика не позволяет ему действовать таким путём. Тогда Кейн в раздражении проклинает адвоката и отправляется к Эмметту Т. Бреннану, адвокату, который добился освобождения Дуайера. Однако дверь его офиса заперта, а перед ней сидит красивая девушка, которая представляется как Лакки Дюбарри (Дороти Ламур), певица в ночном клубе и подружка Дуайера. Не желая раскрывать ей своё подлинное имя, Кейн представляется девушке как Джонни, между ними мгновенно вспыхивает взаимная симпатия. Вскоре появляется немолодой и нетрезвый бывший судья Бреннан (Чарли Грейпвин), любитель Шекспира и виски с молоком. Не в силах дослушать просьбу Кейна, Бреннан ложится спать, но в этот момент в офисе появляется Дуайер с требованием добиться срочного освобождения под залог одного из своих подручных Бейтса (Марк Лоуренс). Так как Бреннан не в состоянии идти в суд, он рекомендует Кейна как очень надёжного парня. Кейн представляется Дуайеру как Джонни Аполлон, прочитав слово «Аполлон» на неоновой вывеске дома напротив. Не долго думая, Дуайер даёт Джонни деньги и посылает в суд. После того, как Джонни успешно проводит освобождение Бейтса, Дуайер приглашает его в свой ресторан, где выступает Лакки, и проводит с ним беседу, рассказывая, в частности, что его отец усердно работает и пользуется в тюрьме большим авторитетом. Поняв, что Джонни — умный и надёжный парень, Дуайер начинает привлекать его к более серьёзным делам. В частности, однажды Джонни помогает Дуайеру с помощью хитрости взять под свой контроль одну из успешных букмекерских контор. Наконец, накопив денег Джонни направляется в тюрьму к отцу. Они мирятся, и Джонни рассказывает Кейну-старшему, что планирует с помощью накопленных денег добиться его условно-досрочного освобождения, однако не говорит отцу, где работает. После ухода Джонни охранник рассказывает Кейну-старшему, что тот работает на Дуайера, после чего отец решает отречься от сына.
Вскоре прокуратура и полиция начинают прижимать банду Дуайера, собрав против неё достаточный материал. Почувствовав это, Лакки, которая влюблена в Джонни, приходит к Бреннану и просит его вывести Джонни из-под удара. Бреннан, который сочувствует ей и Джонни, решает помочь. Однако, когда он собирает материалы на банду, чтобы отнести их в прокуратуру, неожиданно появляется Дуайер. Бреннан оправдывается, что боясь облавы, решил спрятать все документы в банке, однако Дуайер поручает своим людям проследить за адвокатом. Бреннан приходит к прокурору как адвокат Дуайера, предлагая сдать всю банду в обмен за свободу для его клиента. Однако прокурор делает встречное предложение — он согласен не выдвигать обвинений против Джонни в случае, если Бреннан сдаст Дуайера. Как будто он этого и ждал, Бреннан передаёт все документы на своего шефа прокурору. На улице перед зданием прокуратуры адвоката встречает Дуайер, обращая внимание, что его портфель с документами пуст. Убедившись, что компрометирующие его документы исчезли, Дуайер приезжает баню, где парится Бреннан, и прямо в парилке убивает его ножом для колки льда. Узнав о гибели Бреннана, прокурор считает себя свободным от обязательств перед ним, и выписывает ордера на арест Дуайера, Джонни и Бейтса. Бандиты добывают план тюрьмы и начинают готовить план побега на случай, если их не выпустят на свободу. Подслушав разговор о подготовке побега, Лакки приходит к Кейну-старшему и просит его уговорить сына отказаться от побега, который может стать для него роковым. Попав в тюрьму, трое бандитов на следующий же день пытаются бежать. Они проходят в читальный зал библиотеки, получают оружие (которое спрятано в книгах), баррикадируют дверь и пытаются вскрыть окно в вентиляционную трубу, чтобы по ней выбраться на улицу. В читальном зале их поджидает Кейн-старший, который пытается удержать Джонни от побега. Поведение Кейна начинает мешать беглецам, тогда Дуайер, несмотря на противодействие Джонни, дважды хладнокровно стреляет в него, а самого Джонни жестоко избивает, после чего вместе с Бейтсом скрывается за вентиляционной решёткой. Когда двое гангстеров выбираются на улицу, их расстреливают из автоматов поджидающие охранники. Проникнув в читальный зал, охранники видят тяжело раненого Кейна и Джонни в бессознательном состоянии, около которого лежит пистолет. Это даёт прокуратуре основание заподозрить Джонни в убийстве отца. Кейна доставляют в больницу, где ему делают срочную операцию и спасают жизнь, тем временем Джонни грозит смертная казнь. Когда Кейн приходит в себя, он даёт показания, снимающие с Джонни все подозрения в покушении на отца.
… Проходит какое-то время. Джонни выходит из тюрьмы, где его тепло встречают отец и Лакки. Они вместе садятся в машину и уезжают.

## В ролях
- Тайрон Пауэр — Боб Кейн-младший / Джонни Аполлон
- Дороти Ламур — Лакки Дюбарри
- Эдвард Арнольд — Боб «Поп» Кейн
- Ллойд Нолан — Микки Дуайер
- Чарли Грейпвин — судья Бреннан
- Лайонел Этвилл — Джим Маклафлин
- Марк Лоуренс — Бэйтс
- Джонатан Хейл — доктор Браун
- Энтони Карузо — Джо, подручный
- Стэнли Эндрюс — секретарь соцобеспечения

## Создатели фильма и исполнители главных ролей
В 1936 году режиссёр Генри Хэтэуэй был номинирован на Оскар за постановку приключенческой драмы «Жизнь бенгальского улана» (1935). В дальнейшем Хэтэуэй стал одним из ведущих мастеров жанрового кино, добившись наибольших успехов в жанре фильм нуар с такими картинами, как «Дом на 92-й улице» (1945), «Тёмный угол» (1946), «Поцелуй смерти» (1947), «Звонить Нортсайд 777» (1948), «Четырнадцать часов» (1951) и «Ниагара» (1953), а также в жанре вестерн с фильмами «Ковбой с холмов» (1941), «Ограбление почтовой станции» (1951), «Как был завоёван Запад» (1962), «Сыновья Кэти Элдер» (1965), «Невада Смит» (1966) и «Настоящее мужество» (1969).
Как написал историк кино Джэй Карр, «Тайрон Пауэр так никогда и не преодолел красоту своего лица». В 1936 году руководитель студии «Двадцатый век Фокс» Дэррил Ф. Занук заключил с ним контракт как с «одним из образцовых — высоких, тёмных и красивых — исполнителей героических ролей Голливуда 1940-50-х годов», после того, как студия «Метро-Голдвин-Майер» подписала другого голливудского красавца — Роберта Тейлора. По мнению Карра, Занук сделал верную ставку, поскольку «Пауэр начал быстро наполнять закрома „Фокс“, когда главный источник дохода студии — актриса-ребёнок Ширли Темпл — стала выходить из своего возраста. Пауэр снимался главным образом в приключенческих костюмированных экшнах, таких как „Знак Зорро“ (1940), „Кровь и песок“ (1941), „Чёрный лебедь“ (1942), „Капитан из Кастилии“ (1947), „Принц лис“ (1949), „Чёрная роза“ (1950). Его умение обращаться с клинком была первоклассной, и он считался лучшим фехтовальщиком».
Несмотря на то, что Пауэр происходил из актёрской семьи, известной ещё с середины 19 века, и имел опыт работы на сцене с такими признанными актёрами, как Кэтрин Корнелл, Чарльз Лоутон, Орсон Уэллс, Джудит Андерсон и Рэймонд Мэсси, в кино его воспринимали прежде всего как героя лёгких приключенческих экшнов. И «каждый раз, надевая для съёмок ножны и дублет, он мучился от того, что этот экранный образ, каким бы прибыльным он не был, сокращал его актёрский диапазон». В 1946 году ему, наконец, удалось сыграть главную роль в нуаровой драме «На краю лезвия» (1946) по Сомерсету Моэму, а затем «благодаря своему влиянию он убедил Занука дать ему главную роль роль в культовом фильме нуар „Аллея кошмаров“ (1947). Его последняя завершённая работа в кино — роль обвиняемого в убийстве в фильме Билли Уайлдера „Свидетель обвинения“ (1957) — стала одной из самых лучших в его карьере».
Хэтэуэй и Пауэр сделали вместе пять фильмов. Помимо этой картины, Хэтэуэй снял Пауэра ещё в четырёх фильмах — «Бригхэм Янг» (1940), «Чёрная роза» (1950), «Ограбление почтовой станции» (1951) и «Дипкурьер» (1952).
Дороти Ламур более всего известна как партнёрша популярного дуэта Бинг Кросби-Боб Хоуп, с которым сыграла в целой серии успешных музыкальных комедий, таких как «Дорога в Сингапур» (1940), «Дорога на Занзибар» (1941), «Дорога в Марокко» (1942), «Дорога в Утопию» (1945) и «Дорога в Рио» (1947). Помимо данной картины она сыграла в криминальной драме лишь однажды — в 1949 году исполнив роль секретарши, обвинённой в убийстве и ограблении клиентки, в фильме нуар «Обманутая» (1949).
Плодотворный характерный актёр, Эдвард Арнольд сыграл более чем в 100 фильмах самых разных жанров, в том числе в таких криминальных драмах и фильмах нуар, как «Трое в паре» (1932), «Стеклянный ключ» (1935), «Бриллиантовый Джим» (1935), «Джонни Игер» (1941), «Глаза в ночи» (1942) и «Город, который никогда не спит» (1953). Ллойд Нолан на протяжении своей 50-летней кинокарьеры сыграл почти в 100 фильмах, среди криминальные драмы «Дом на берегу залива» (1940), «Ночной блюз» (1941), «Убийственно одета» (1941), «Человек, который отказывался умирать» (1942) и фильмы нуар «Джимены» (1935), «Дом на 92-й улице» (1945), «Где-то в ночи» (1946), «Леди в озере» (1947) и «Улица без названия» (1948). Чарли Грейпвина более всего помнят как дядю Дороти в «Волшебнике страны Оз» (1939) и дедушку Джуда в «Гроздьях гнева» (1940).

## Оценка фильма критикой

### Общая оценка фильма
Современные критики в основном дают фильму сдержанно позитивные оценки. Так, Джэй Карр считает, что фильм «не относится к числу знаковых гангстерских фильмов, но он крепко сделан и доставляет честное и качественное развлечение, оставляя публику с ощущением, что они не зря заплатили деньги». Крейг Батлер называет картину «крепкой гангстерской мелодрамой, которая не отличается каким-либо новаторством, но довольно хорошо играет по установленным правилам, немного приподнимаясь над средним уровнем благодаря хорошей актёрской игре». С другой стороны, Деннис Шварц пришёл к заключению, что это «средний криминальный триллер, который не поднимается выше стандартности и шаблонности, с трудом сохраняя правдоподобность».

### Оценка режиссёрской работы
Режиссёрская работа Генри Хэтэуэя была оценена в основном положительно. Карр отметил, что «жёсткость и суровость эпохи Великой депрессии, пронизывающая столь многие фильмы 1930-х годов, питает своей энергией и этот фильм, предоставляя опытному режиссёру Генри Хэтэуэю возможность столь эффективно поставить свои сцены». Батлер полагает, что «ровная, спокойная режиссёрская работа Генри Хэтэуэя выбирает верные ноты; хотя ей немного не хватает изобретательности, тем не менее она в значительной мере обеспечивает атмосферу и напряжённость картины», а Шварц посчитал постановку Хэтэуэя «умелой, но скучной».

### Оценка актёрской игры
Как заметил Карр, «босс „Метро-Голдвин-Майер“ Луис В. Майер любил хвастаться, что на его студии „больше звёзд, чем на небесах“». Однако, по мнению Карра, «Пауэр, Нолан и Арнольд убедительно доказывают, что на „Фокс“ под руководством Занука также не страдали от бедности на актёрские таланты».
Оценивая актёрскую игру, Карр пишет, что герой Пауэра «проходит школу жизни, узнавая то, чему не учат в университете, при этом актёр мастерски показывает, как его персонаж меняется от наглого хама до сносного, а затем и симпатичного персонажа». По его мнению, Пауэру «требуется почти половина фильма, чтобы сравниться по симпатии со своими старшими партнёрами, тем не менее, он этого добивается». В итоге, считает Карр, скорее всего, «Пауэр получил наслаждение от этой роли, хотя ему и дали несколько раз по лицу кулаком». С другой стороны, Ламур, «к которой известность пришла благодаря изображениям в парео на обложках журналов периода Второй мировой войны, вооружившись полуприкрытыми глазами и пухлыми губами, переживает здесь не лучший свой час, получая для игры одно клише за другим и грохоча парочкой совершенно незапоминающихся песен». Зато, Нолан и Арнольд являются красноречивым «напоминанием того, какими были характерные актёры в золотую эру Голливуда». По словам Карра, «Нолан, популярность которого, взлетела ввысь в фильмах Второй мировой войны, играет рэкетира поразительно симпатичным, по крайней мере до тех пор, пока не начинает бить по лицу Ламур».
Батлер полагает, что «Пауэр в заглавной роли тащит на себе фильм, и даже если ему не хватает внутреннего конфликта, который бы сделал его персонаж более глубоким, всё равно он отлично справляется с ролью главного героя. Он обладает правильным сочетанием ранимости и твёрдости, и конечно подчёркнутого чувства чести и порядочности, что в конечном итоге и является ключевым моментом». По мнению критика, Ламур, которая играет в картине «единственную женскую роль, обеспечивает сексуальную привлекательность и уверенно справляется со своими песнями». Батлер также отмечает, что «Нолан очень хорош в роли криминального босса, который ведёт героя в мир преступности, а Эдвард Арнольд первоклассно исполняет роль отца, нечестные действия которого дают ход истории». Далее он пишет, что «Лайонел Этвилл, как всегда, добавляет немного стиля», но «самое большое впечатление остаётся от Чарли Грейпвина в роли почтенного „фасада“ для мафии, игра которого выделяется своей глубиной».